# 1851년 만국 박람회

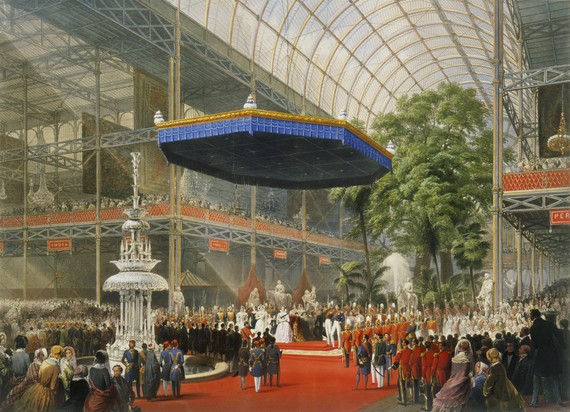

1851년 만국 박람회, 공식 명칭 만국 산업 제품 대박람회(영어: Great Exhibition of the Works of Industry of All Nations), 간단히 대박람회(The Great Exhibition)는 1851년 5월 1일 목요일부터 10월 11일 토요일까지 매주 일요일을 제외하고 141일 동안 개최되었다.
영국 런던에서 열린 세계 최초의 박람회로, 세계 각국 나라의 물품을 전시하였으며, 영국은 자국의 역량을 과시하기 위해 수정궁을 지었다. 하지만 수정궁은 1936년에 일어난 화재로 인하여 소실되고 말았다.

## 같이 보기
- 수정궁